# Sofía Cosculluela
Sofía Cosculluela Ördögh (Las Rozas de Madrid, 26 de enero de 2004) es una deportista de España que compite en atletismo. Ganó una medalla de plata en el Campeonato Europeo de Atletismo Sub-20 de 2021, en la prueba de 4 × 400 m.

## Resultados internacionales
| Año  | Competición               | Sede      | Puesto           | Prueba    | Marca    |
| ---- | ------------------------- | --------- | ---------------- | --------- | -------- |
| 2021 | Campeonato Europeo Sub-20 | Tallin    | 17.º             | Heptatlón | 5212 pts |
| 2021 | Campeonato Europeo Sub-20 | Tallin    | Medalla de plata | 4 × 400 m | 3:36.10  |
| 2022 | Campeonato Mundial Sub-20 | Cali      | 13.º             | Heptatlón | 5256 pts |
| 2023 | Campeonato Europeo Sub-20 | Jerusalén | 7.º              | Heptatlón | 5585 pts |
| 2025 | Campeonato Europeo Sub-23 | Bergen    | 7.º              | Heptatlón | 5845 pts |

1. ↑  En categoría sub-20